# Campionati del mondo di corsa in montagna 1992
I Campionati del mondo di corsa in montagna 1992 si sono disputati in Val di Susa, in Italia, il 30 agosto 1992 sotto il nome di "World Trophy". Il titolo maschile è stato vinto da Helmut Schmuck, quello femminile da Gudrun Pflüger. A livello maschile è stato disputato pure un "World Trophy" sulla distanza ridotta "Short". Per la prima volta si è disputato un mondiale riservato alla categoria Donne Juniores.

## Uomini Seniores "Long distance"
Individuale
| Pos.    | Atleta              | Nazione     | Tempo    |
| ------- | ------------------- | ----------- | -------- |
| Oro     | Schmuck Helmut      | Austria     | 1h11'00" |
| Argento | Jean Paul Payet     | Francia     | 1h11'26" |
| Bronzo  | Costantino Bertolla | Italia      | 1h11'47" |
| 4       | Ladislav Raim       | Rep. Ceca   | 1h12'00" |
| 5       | Guido Dold          | Germania    | 1h12'12" |
| 6       | Robin Bryson        | Irlanda     | 1h12'40" |
| 7       | Sylvain Richard     | Francia     | 1h12'46" |
| 8       | Marco Toini         | Italia      | 1h12'54" |
| 9       | Dave Dunham         | Stati Uniti | 1h13'08" |
| 10      | Florian Stern       | Austria     | 1h13'25" |

Squadre
| Pos.    | Squadra | Punti |
| ------- | ------- | ----- |
| Oro     | Francia | 21    |
| Argento | Italia  | 24    |
| Bronzo  | Austria | 41    |

## Uomini Seniores "Short distance"
Individuale
| Pos.    | Atleta           | Nazione     | Tempo  |
| ------- | ---------------- | ----------- | ------ |
| Oro     | Martin Jones     | Inghilterra | 49'05" |
| Argento | Renatus Birrer   | Svizzera    | 49'48" |
| Bronzo  | Robin Bergstrand | Inghilterra | 50'01" |
| 4       | Colin Donnely    | Scozia      | 50'16" |
| 5       | Davide Milesi    | Italia      | 50'30" |
| 6       | John Leniham     | Irlanda     | 50'33" |
| 7       | Neil Wilkinson   | Scozia      | 50'56" |
| 8       | Fausto Bonzi     | Italia      | 51'09" |
| 9       | Mark Corsdale    | Inghilterra | 51'17" |
| 10      | Michel Humbert   | Francia     | 51'32" |

Squadre
| Pos.    | Squadra     | Punti |
| ------- | ----------- | ----- |
| Oro     | Inghilterra | 13    |
| Argento | Italia      | 24    |
| Bronzo  | Scozia      | 31    |

## Uomini Juniores
Individuale
| Pos.    | Atleta            | Nazione     | Tempo  |
| ------- | ----------------- | ----------- | ------ |
| Oro     | Maurizio Gemetto  | Italia      | 35'30" |
| Argento | Massimo Galliano  | Italia      | 35'38" |
| Bronzo  | Stephen Griffiths | Galles      | 36'54" |
| 4       | William Styan     | Inghilterra | 37'06" |
| 5       | Roman Skalsky     | Rep. Ceca   | 37'14" |
| 6       | Patrick Heinlein  | Germania    | 37'18" |
| 7       | Dario Fracassi    | Italia      | 37'19" |
| 8       | John Books        | Scozia      | 37'23" |
| 9       | Philip Mowbray    | Scozia      | 37'41" |
| 10      | Craig Watson      | Inghilterra | 38'07" |

Squadre
| Pos.    | Squadra     | Punti |
| ------- | ----------- | ----- |
| Oro     | Italia      | 10    |
| Argento | Inghilterra | 25    |
| Bronzo  | Scozia      | 34    |

## Donne Seniores
Individuale
| Pos.    | Atleta             | Nazione     | Tempo  |
| ------- | ------------------ | ----------- | ------ |
| Oro     | Gudrun Pflüger     | Austria     | 39'16" |
| Argento | Sarah Rowell       | Inghilterra | 40'37" |
| Bronzo  | Sabine Stelzmüller | Austria     | 40'44" |
| 4       | Louise Fairfax     | Australia   | 41'09" |
| 5       | Janet Kenyon       | Inghilterra | 41'48" |
| 6       | Patricia Calder    | Scozia      | 41'15" |
| 7       | Mariko Ducret      | Svizzera    | 41'28" |
| 8       | Annemarie Zingg    | Svizzera    | 42'39" |
| 9       | Elisabeth Rust     | Austria     | 43'17" |
| 10      | Antonella Molinari | Italia      | 43'28" |

Squadre
| Pos.    | Squadra     | Punti |
| ------- | ----------- | ----- |
| Oro     | Austria     | 12    |
| Argento | Inghilterra | 21    |
| Bronzo  | Francia     | 41    |

## Donne Juniores
Individuale
| Pos.    | Atleta                     | Nazione   | Tempo  |
| ------- | -------------------------- | --------- | ------ |
| Oro     | Rosita Rota Gelpi          | Italia    | 20'49" |
| Argento | Anna Baloghova (Pichrtova) | Rep. Ceca | 21'21" |
| Bronzo  | Mari Todd                  | Galles    | 22'25" |
| 4       | Szofia Czene               | Ungheria  | 22'34" |
| 5       | Stefania Cagnoli           | Italia    | 22'55" |
| 6       | Tamara Dalla Rosa          | Italia    | 23'05" |
| 7       | Simona Bonaiti             | Italia    | 23'24" |
| 8       | Szofia Szabo               | Ungheria  | 23'40" |
| 9       | Cornelia Heinzle           | Austria   | 23'43" |
| 10      | Ann Hobenstein             | Germania  | 23'47" |

Squadre
| Pos.    | Squadra   | Punti |
| ------- | --------- | ----- |
| Oro     | Italia    | 12    |
| Argento | Ungheria  | 23    |
| Bronzo  | Rep. Ceca | 33    |

## Medagliere
| Posizione | Paese       | Oro | Argento | Bronzo | Totale |
| --------- | ----------- | --- | ------- | ------ | ------ |
| 1         | Italia      | 4   | 3       | 1      | 8      |
| 2         | Austria     | 3   | 0       | 2      | 5      |
| 3         | Inghilterra | 2   | 3       | 1      | 6      |
| 4         | Francia     | 1   | 1       | 1      | 3      |
| 5         | Rep. Ceca   | 0   | 1       | 1      | 2      |
| 6         | Ungheria    | 0   | 1       | 0      | 1      |
| 6         | Svizzera    | 0   | 1       | 0      | 1      |
| 8         | Scozia      | 0   | 0       | 2      | 2      |
| 8         | Galles      | 0   | 0       | 2      | 2      |